# Congreso de Demócratas
El Congreso de Demócratas (en inglés:Congress of Democrats) es un partido político de Namibia, liderado por Ben Ulenga.
En las elecciones parlamentarias de 2019, el COD obtuvo el 0.57 % de los votos, no obteniendo ningún escaños de la Asamblea Nacional.
Es miembro de la Internacional Socialista.